# Contea di Candler
La contea di Candler (in inglese Candler County ) è una contea dello Stato della Georgia, negli Stati Uniti. La popolazione al censimento del 2000 era di 9 577 abitanti. Il capoluogo di contea è Metter.